# Hausmannsturm (Dresden)

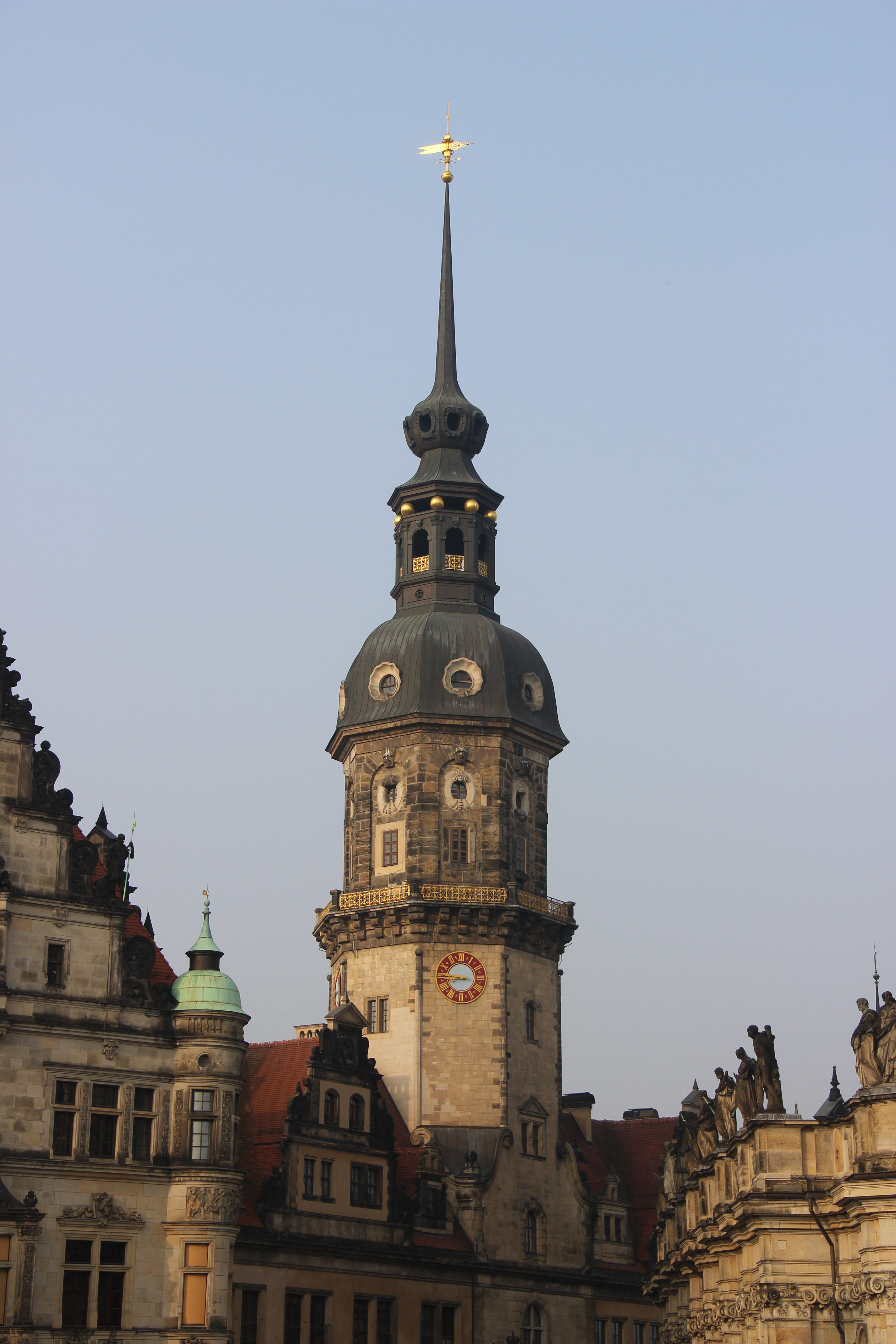
Der Hausmannsturm des Dresdner Schlosses

Der Hausmannsturm ist der älteste heute noch existierende Teil des Dresdner Schlosses und wurde um 1400 in seinen unteren Teilen begonnen. Er befindet sich an der Nordseite des Gebäudekomplexes. Der achteckige Aufbau wird von einer mit Kupfer bedeckten Welschen Haube und einer offenen Laterne samt Spitze gekrönt. Der Turm ist mit seinen 100,27 Metern Höhe eines der markantesten Bauwerke Dresdens und ein beliebter Aussichtspunkt.

## Geschichte

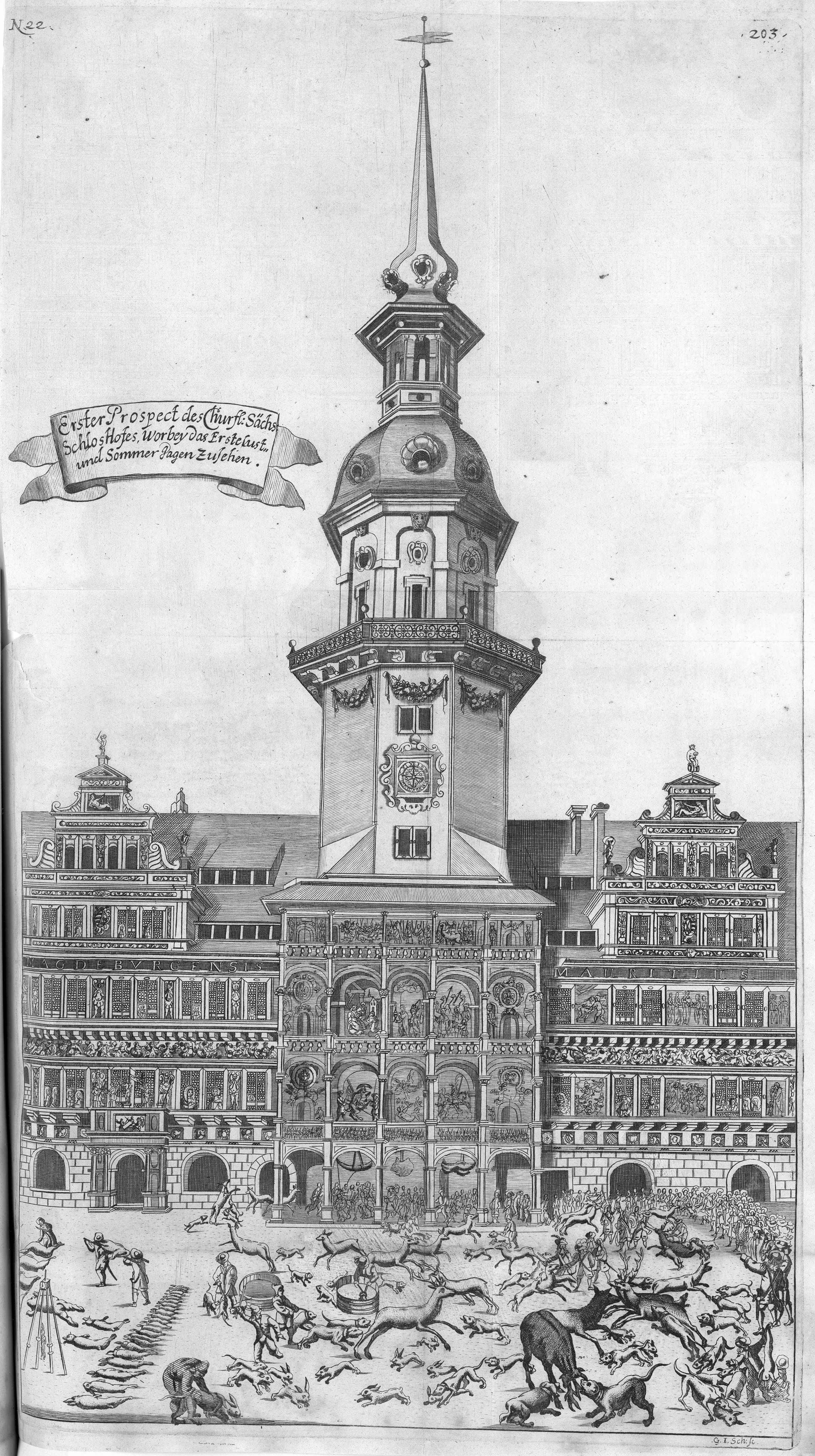
Hausmannsturm im 17. Jahrhundert

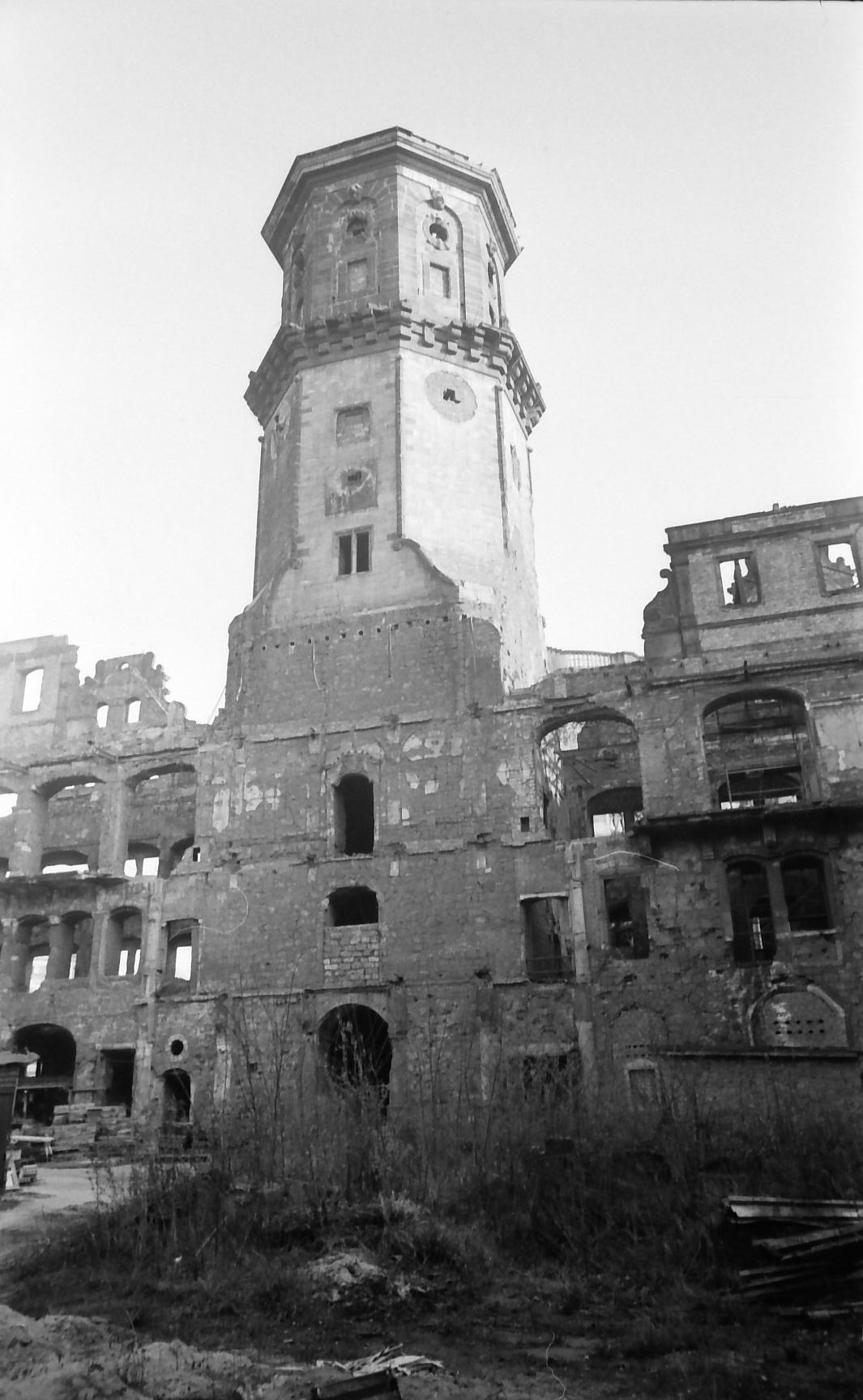
Zerstörter Hausmannsturm 1984

Der Ursprung des Hausmannsturms geht auf einen neuen, um 1400 errichteten Hauptturm der herzoglichen Residenz zurück. Er stand in enger funktionaler Verbindung mit einem östlich anschließenden, damals ebenfalls neu errichteten zweigeschossigen Palas. In den Jahren 1674–1676 vollendete der Architekt Wolf Caspar von Klengel im Auftrag des Kurfürsten Johann Georg II. den Turm  in seiner heutigen barocken Form. Dabei wurde dieser nordwestliche Eckturm der damaligen Schlossanlage um 35 Meter erhöht, womit er 97 Meter erreichte. 1775 brachte man den ersten Blitzableiter Dresdens hier an und vergrößerte gleichzeitig den Turm auf die heutigen 100,27 Meter Höhe, womit er bis 1945 der höchste Turm der Stadt war. Infolge der Luftangriffe auf Dresden verlor der Hausmannsturm seine Spitze. Der Turmstumpf wurde 1946 notdürftig abgedeckt. 
Der Wiederaufbau des Schlosses und des Hausmannsturms wurde zwar in den 1980ern von der DDR-Regierung angegangen, aber bis zur politischen Wende 1989 war noch nicht einmal der Westflügel der Anlage fertig. Im Jahr 1990 begann der Wiederaufbau mit größeren finanziellen Mitteln. Schon am 27. September 1991 war der Turm wieder bis auf 70 Meter Höhe aufgebaut. Am 1. Oktober 1991 erhielt der Turm dann wieder seine Spitze. Diese 30 Meter hohe und 21 Tonnen schwere Turmspitze aus Kupfer konnte im dritten Anlauf mit einem Autodrehkran nach oben gehoben werden. Allein die Wetterfahne ist sechs Meter hoch.

## Große Schlossuhr

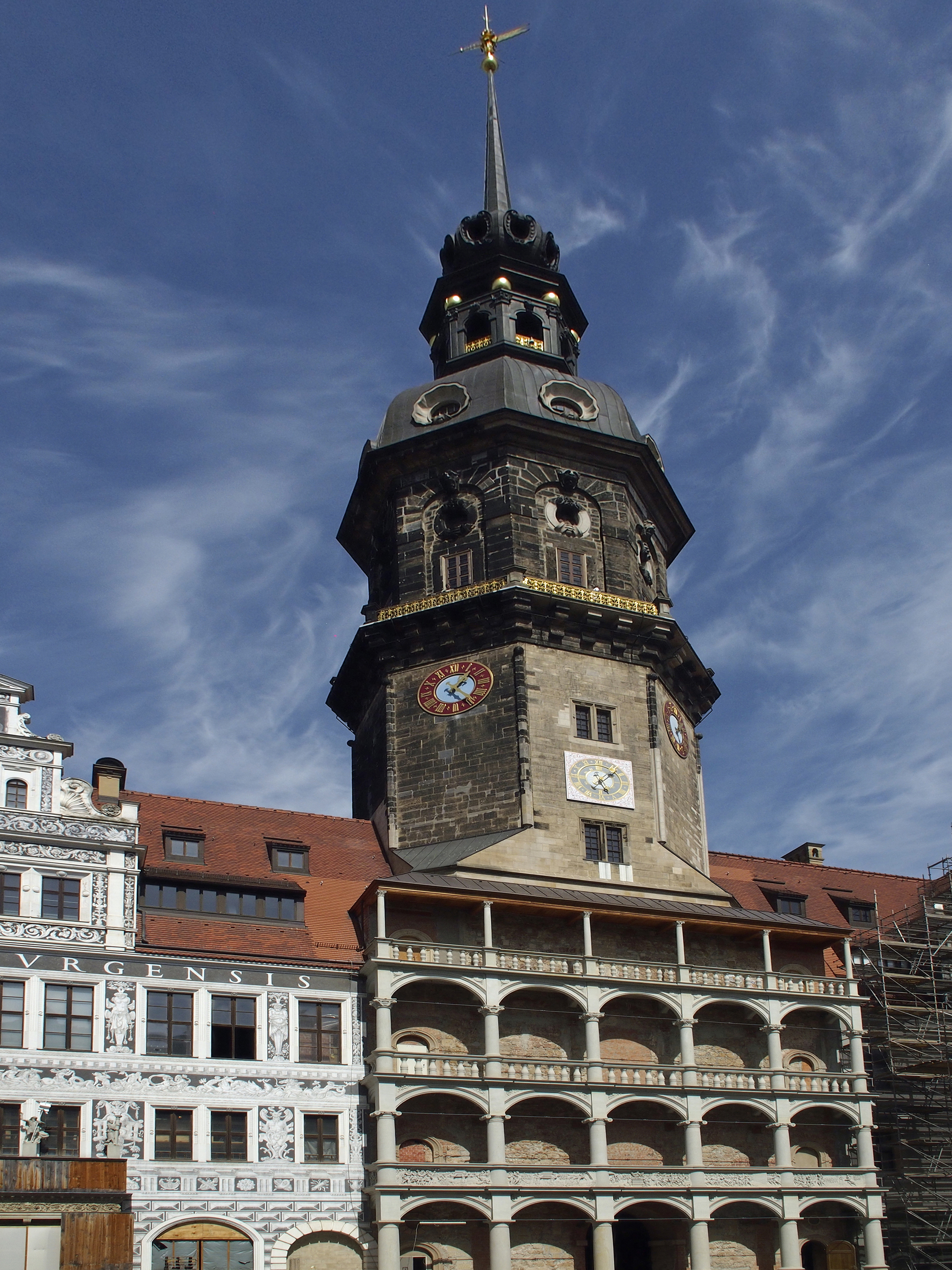
Turm vom Schlosshof mit den Zifferblättern der Uhren

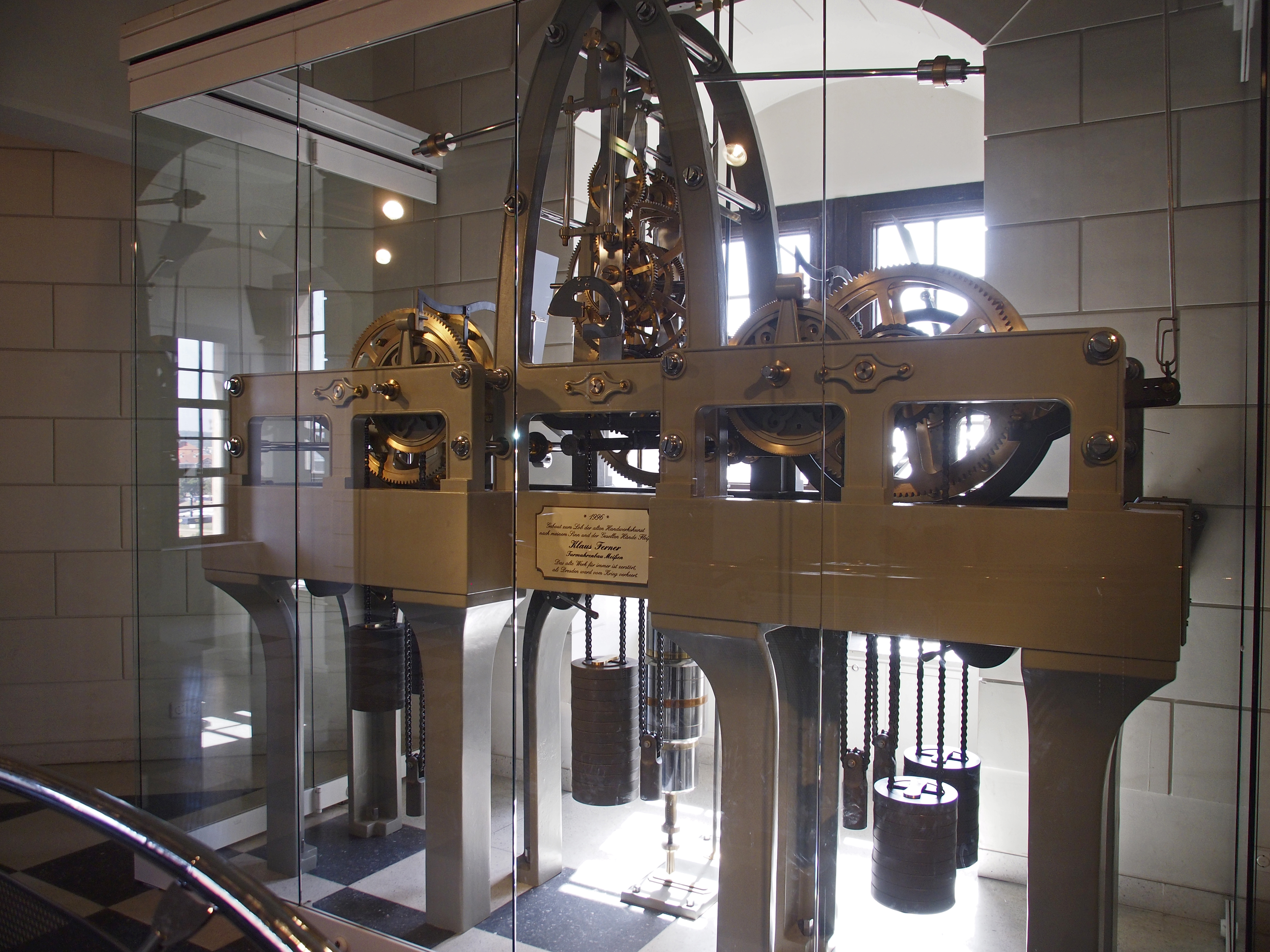
Große Schlossuhr

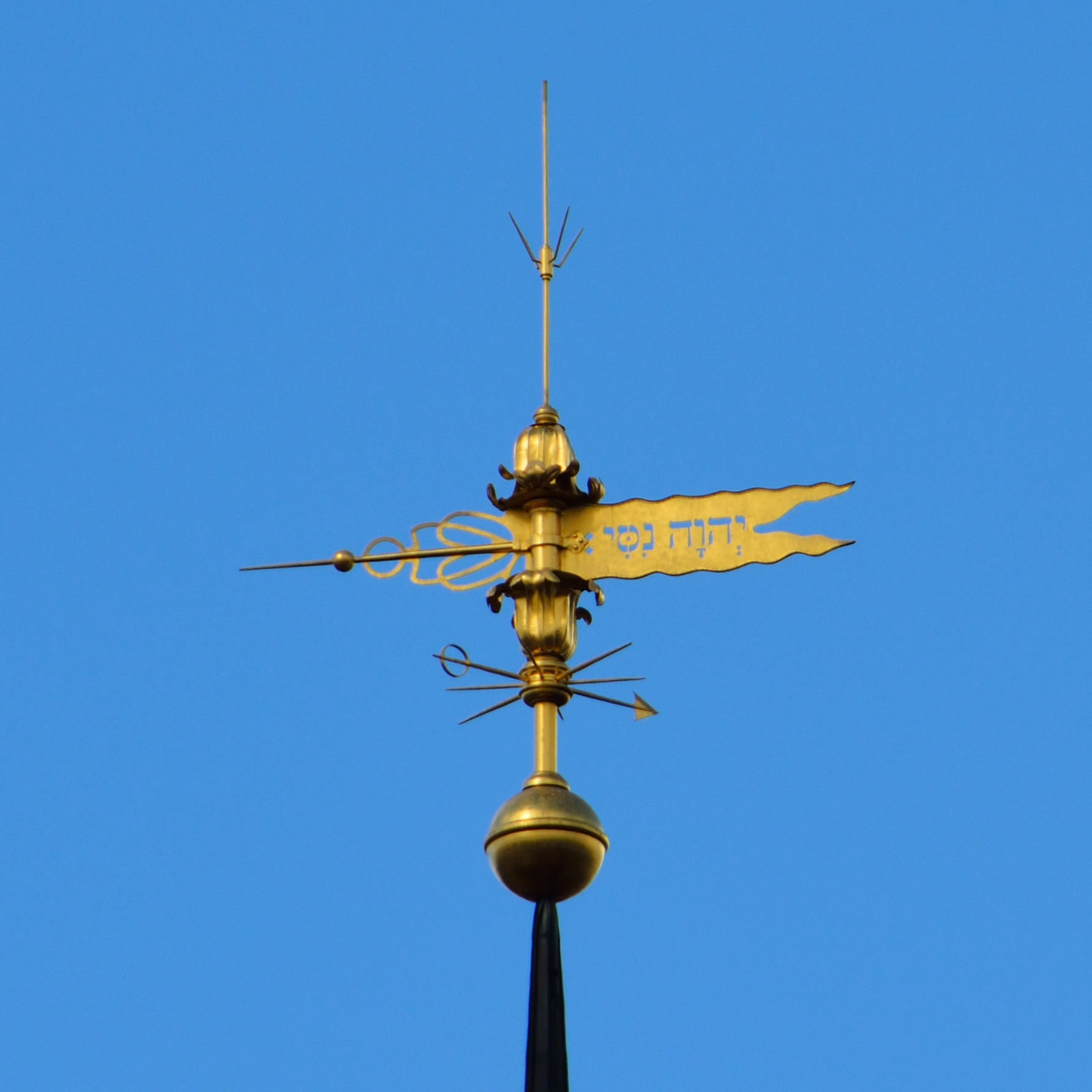
Wetterfahne

Der Hofuhrmacher Jean François Poncet (1714–1804) fertigte 1741/42 im Auftrag von August III., König von Polen und Kurfürst von Sachsen, das Uhrwerk für die Turmuhr, deren Inbetriebnahme 1746 erfolgte.
In der Dresdner Bombennacht am 13. Februar 1945 wurde auch die Uhr zerstört. Im Rahmen der Wiederherstellung des Schlosses wurde von der Firma Klaus Ferner, Turmuhrenbau Meißen, von 1986 bis 1996 die Turmuhr mit ihrem Uhrwerk, den Zifferblättern und Zeigern neu entwickelt und gebaut. Den Schlagglockensatz erwarb man von der Dreikönigskirche.
Das Zifferblatt der nach dem Schlosshof gerichteten Hofuhr ist unter Wiederverwendung erhaltener Fragmente erneuert und hat, gemäß dem historischen Vorbild, den kleinen Zeiger für die Minuten und den großen Zeiger für die Stunden. Daneben werden von dem Uhrwerk über ein Getriebe noch die vier Zifferblätter der Stadtuhren angetrieben. Das Pendel der Uhr hat eine Länge von sieben Metern und schwingt im Takt von 2,5 Sekunden.

## Sonstiges
Bei der Königlich-Sächsischen Triangulirung 1862–90 war der Hausmannsturm die Nr. 63 unter den Messstationen zweiter Ordnung.
Über den Besuchereingang im Westflügel des Schlosses (Bärengartenflügel) kann man die 222 Stufen bis zur Aussichtsplattform in 38,62 Meter Höhe hinaufsteigen, von wo ein weiter Blick über Dresden möglich ist.
Die Wetterfahne auf der Turmspitze trägt den hebräischen Schriftzug הֹוָה  נִסִּי׃ (Jehovah nissi) nach Exodus 17,15 : „Und Mose baute einen Altar und nannte ihn: Der HERR mein Feldzeichen“ .